# Shabani Nonda
Shabani Nonda (Buyumbura, Burundi, 6 de marzo de 1977) es un exfutbolista congoleño aunque nacido en Burundi. Su último equipo fue Galatasaray en 2010.
Nonda fue finalista de la Champions League en 2004 jugando para el AS Mónaco. En el club monegasco, anotó un total de 57 goles. Posteriormente se unió al Blackburn Rovers en un préstamo por una temporada el 31 de agosto de 2006.
Nonda también jugó para el Zürich FC y el Stade Rennais Football Club.

## Carrera internacional
A pesar de haber nacido en Burundi, Nonda tiene ciudadanía de la República Democrática del Congo y jugó 21 partidos internacionales con este país.

## Clubes
| Club               | País       | Año         | Partidos | Goles |
| Vaal Professionals | Sudáfrica  | 1994 - 1995 | 14       | 9     |
| FC Zürich          | Suiza      | 1996 - 1998 | 75       | 36    |
| Stade Rennes       | Francia    | 1998 - 2000 | 62       | 39    |
| AS Mónaco          | Mónaco     | 2000 - 2005 | 115      | 57    |
| AS Roma            | Italia     | 2005 - 2006 | 14       | 4     |
| Blackburn Rovers   | Inglaterra | 2006 - 2007 | 26       | 7     |
| Galatasaray SK     | Turquía    | 2007 - 2010 | 61       | 23    |

- Datos: Q342439
- Multimedia: Shabani Christophe Nonda / Q342439